# Lev Arnshtam
Lev Oskarovich Arnshtam (Denipropetrovsk, 15 de janeiro de 1905 — Moscou, 26 de dezembro de 1979) foi um cineasta e roteirista ucraniano.